# 546 î.Hr.
Secole: Secolul al VII-lea î.Hr. - Secolul al VI-lea î.Hr. - Secolul al V-lea î.Hr.
Decenii: Anii 590 î.Hr. Anii 580 î.Hr. Anii 570 î.Hr. Anii 560 î.Hr. Anii 550 î.Hr. - Anii 540 î.Hr. - Anii 530 î.Hr. Anii 520 î.Hr. Anii 510 î.Hr. Anii 500 î.Hr. Anii 490 î.Hr.
Anii: 550 î.Hr. | 549 î.Hr. | 548 î.Hr. | 547 î.Hr. | 546 î.Hr. | 545 î.Hr. | 544 î.Hr. | 543 î.Hr. | 542 î.Hr. | 541 î.Hr. | 540 î.Hr.

## Decese
- Anaximandru, filosof grec. (n. 610 î.Hr.)
- Thales din Milet, filosof grec, care a contribuit la dezvoltarea matematicii, astronomiei, filozofiei (n. cca. 624 î.Hr.). Este considerat „părintele științelor”.